# Volo Flagship Airlines 3379
Il volo Flagship Airlines 3379 era un volo di linea con il marchio American Eagle partito dall'Aeroporto Internazionale Piedmont Triad e diretto all'Aeroporto Internazionale di Raleigh-Durham durante il quale un Jetstream della British Aerospace si schiantò mentre eseguiva un mancato avvicinamento la sera di martedì 13 dicembre 1994. I due piloti e 13 passeggeri morirono nello schianto, mentre cinque passeggeri sopravvissero, nonostante le gravi ferite.
La rotta di volo da Greensboro a Raleigh è di circa 70 miglia (110 km). Gli osservatori sulla scena dell'incidente parlarono della presenza di nebbia e nevischio. L'aeroporto riportò una temperatura di 37°F (3°C) con pioggerellina costante.
Il National Transportation Safety Board (NTSB) statunitense attribuisce la colpa dell'incidente al capitano, che ha interpretato erroneamente una spia durante la fase di atterraggio, pensando che un motore fosse andato in panne. I piloti hanno permesso che la velocità dell'aereo diminuisse fino a quando non è entrato in uno stallo aerodinamico prima di colpire gli alberi e schiantarsi a poche miglia dall'aeroporto. Quest'ultimo non ha seguito le opportune procedure per la riattaccata ed il recupero dallo stallo. La compagnia aerea è stata anche accusata di non aver identificato e corretto le carenze nelle prestazioni e nella formazione del capitano, che aveva accumulato un pessimo record durante la sua carriera.

## L'aereo
L'aereo coinvolto è un British Aerospace Jetstream 32-01 di tre anni, numero di serie 918 e registrazione N918AE. È alimentato da due turboelica Garrett TPE331 e al momento dell'incidente aveva accumulato quasi 6.577 ore di volo.

## L'equipaggio

### Capitano
L'equipaggio del volo 3379 è composto solo da due piloti, senza equipaggio di cabina a bordo. Il capitano Michael Hillis, 29 anni, ha 3.499 ore di esperienza di volo, di cui 457 ore su Jetstream 32. Ha iniziato la sua carriera come pilota di linea nel gennaio 1990, lavorando per la compagnia aerea Comair su aerei del tipo Saab 340. Durante questo periodo, diversi istruttori espressero regolarmente preoccupazione per le sue abilità di volo. Nell'aprile 1990, pochi mesi dopo la sua assunzione, un istruttore notò di lui che "si distraeva [quando] era arrabbiato con la sua prestazione". Allo stesso tempo, altri istruttori lo descrissero come "temperato e imprevedibile". Successivamente fu inviata una raccomandazione di licenziamento alla direzione dell'azienda, che all'inizio del 1991 lo lasciò finalmente dimettere. Successivamente è stato assunto dalla Flagship Airlines nel gennaio dello stesso anno. Tuttavia, la sua scheda di volo che descriveva le sue capacità e i commenti degli istruttori non fu trasmessa al suo nuovo datore di lavoro. Successivamente venne addestrato sul Jetstream 32 e, dopo diversi fallimenti, divenne capitano nel gennaio 1994. Durante quest'anno, diversi copiloti erano preoccupati per le sue "carenze di pilotaggio", uno di loro disse addirittura agli istruttori della compagnia che era "riluttante a volare" con lui.

### Co-pilota
L'ufficiale pilota di linea Matthew Sailor, 25 anni, lavora per Flagship Airlines dal dicembre 1993 e ha accumulato 3.452 ore di volo, di cui 677 su Jetstream 32. Di solito con sede a Miami, Florida, è temporaneamente assegnato alla base della compagnia all'Aeroporto Internazionale di Raleigh-Durham per operare voli durante il mese di dicembre 1994. Viene descritto dai suoi colleghi come un pilota "sopra la media".

### Condizioni meteo
La sera del 13 dicembre 1994 le condizioni meteorologiche sono nebbiose con leggera pioggia e una temperatura intorno ai 3°C. Il cielo è coperto, con il tetto dello strato di nubi a 500 piedi (152 metri) e la visibilità a circa 3,2 chilometri. A parte la leggera formazione di ghiaccio presente ad alta quota intorno all'aeroporto, le condizioni sono descritte come “stabili, costanti e calme”.

## L'incidente
Alle 18:03, il volo Flagship Airlines 3379 decollò da Greensboro in ritardo a causa del carico bagagli. L'aereo salì ad un'altitudine di crociera di 9.000 piedi (2.700 m) e contattò il controllo di avvicinamento a Raleigh alle 18:14, ricevendo istruzioni per ridurre la velocità a 180 nodi (330 km/h; 210 mph) e scendere a 6.000 piedi (1.800 m). Il controllo radar di Raleigh venne contattato alle 18:25 e ricevettero istruzioni per ridurre la velocità a 170 nodi (310 km/h; 200 mph) e scendere a 3.000 piedi (910 m). Alle 18:30, al volo è stato consigliato di svoltare a sinistra e collegarsi al localizzatore di rotta a una quota pari o superiore a 2.100 piedi (640 m) per un avvicinamento alla pista 5L tramite l'ILS.
Poco dopo aver ricevuto l'autorizzazione all'atterraggio, la spia di accensione del motore n. 1 si accese a seguito di una momentanea condizione di asimmetria di spinta quando le leve della velocità di una delle eliche erano passate al 100% di spinta mentre l'altra passò al minimo. Il capitano Hillis sospettava che il motore si stesse spegnendo e alla fine decise di eseguire un mancato avvicinamento. La velocità era scesa a 122 nodi (226 km/h; 140 mph) e due momentanei allarmi di stallo risuonarono quando il pilota ordinò la massima potenza. L'aereo stava effettuando una virata a sinistra a 1.800 piedi (550 m), mentre la velocità continuava a diminuire fino a 103 nodi (191 km/h; 119 mph), seguita da avvisi di stallo. Di conseguenza la velocità di discesa aumentò rapidamente a più di 10.000 piedi al minuto (3.000 m/min). L'aereo alla fine colpì alcuni alberi e si schiantò a circa 4 miglia (6,4 km) a sud-ovest della soglia 5L della pista alle 18:34.
L'aereo era stato prodotto nel 1991 e aveva registrato 6.577 ore di volo.

## L'indagine

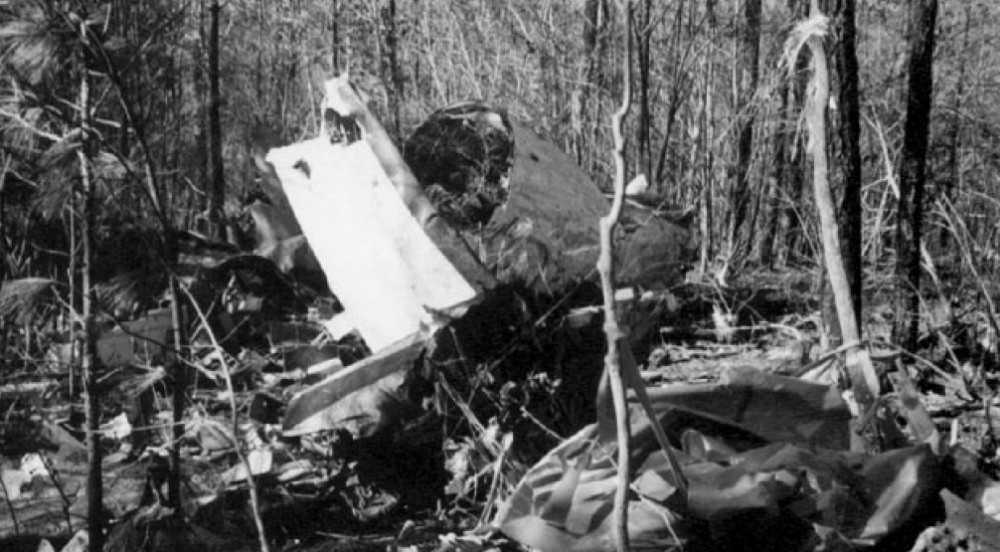
I detriti dell'aereo sparsi a terra.

Dopo l'incidente, una squadra del National Transportation Safety Board (NTSB) ha visitato il sito nell'ambito dell'indagine tecnica. I primi risultati dell'analisi dello spettro sonoro del registratore audio (CVR) non indicano, contrariamente a quanto suggeriscono le discussioni dei piloti, alcun guasto o rallentamento della velocità dei due motori durante il volo. Inoltre, l'esame fisico dei motori ha rivelato che funzionavano perfettamente durante l'impatto.
Il 24 ottobre 1995, il National Transportation Safety Board (NTSB) pubblicò il rapporto sull'incidente. L'incidente è stato attribuito al capitano Hillis, presumendo erroneamente che un motore si fosse guastato. Hillis inoltre non riuscì a seguire le procedure approvate per l'avvicinamento, la riattaccata e il recupero dallo stallo su un singolo motore in caso di avaria dello stesso. La direzione di Flagship Airlines venne accusata di non aver identificato, documentato, monitorato e rimediato alle carenze nelle prestazioni e nell'addestramento dei piloti.

## Nei media
L'incidente del volo 3379 della Flagship Airlines è stato analizzato nel nono episodio della ventiduesima stagione del documentario Indagini ad alta quota, intitolato "Problemi di sicurezza" e trasmesso dal National Geographic Channel il 12 febbraio 2022.